# Liste der Bodendenkmäler in Marktschorgast
Auf dieser Seite sind die Bodendenkmäler in dem oberfränkischen Markt Marktschorgast zusammengestellt. Diese Tabelle ist eine Teilliste der Liste der Bodendenkmäler in Bayern. Grundlage ist die Bayerische Denkmalliste, die auf Basis des Bayerischen Denkmalschutzgesetzes vom 1. Oktober 1973 erstmals erstellt wurde und seither durch das Bayerische Landesamt für Denkmalpflege geführt wird. Die folgenden Angaben ersetzen nicht die rechtsverbindliche Auskunft der Denkmalschutzbehörde.

## Bodendenkmäler der Gemeinde

### Bodendenkmäler in der Gemarkung Marktschorgast
| Lage                      | Objekt | Akten-Nr.     | Bild           |
| ------------------------- | --- | ------------- | -------------- |
| Marktschorgast (Standort) | Untertägige Teile der mittelalterlichen bis frühneuzeitlichen Pfarrkirche St. Jacobus in Marktschorgast, Fundamente mittelalterlicher Vorgängerbauten, untertägige Teile der spätmittelalterlichen Kirchhofbefestigung sowie Körpergräber des Mittelalters und der Neuzeit. | D-4-5935-0050 | weitere Bilder |
| Marktschorgast (Standort) | Untertägige Teile der frühneuzeitlichen Kreuzkapelle in Marktschorgast sowie Fundamente mittelalterlicher Vorgängerbauten. | D-4-5935-0051 |                |

### Bodendenkmäler in der Gemarkung Pulst
| Lage             | Objekt                                                                      | Akten-Nr.     | Bild |
| ---------------- | --------------------------------------------------------------------------- | ------------- | ---- |
| Pulst (Standort) | Mittelalterlicher Burgstall. Siehe auch: Burgstall Burghügel (Rohrersreuth) | D-4-5935-0005 |      |